# Ахалсопели (Самтредский муниципалитет)
Ахалсопели (груз. ახალსოფელი) — деревня в Грузии, в муниципалитете Самтредиа (община Эцери) региона Имеретия.
Расположено в 4 км от города Самтредиа.
По данным переписи населения 2014 года, в деревне проживало 570 жителей.